# 敘利亞—歐盟關係
欧洲联盟與敘利亞的外交關係始於1977年。當時欧盟的前身歐洲各共同體和叙利亚签署了一份合作协议，该协议成为雙方关系的基础。2004年和2008年，欧盟和叙利亚又签署了一份双边协议。叙利亚还加入了欧盟的巴塞罗那进程以及後續的地中海聯盟以及歐洲睦鄰政策。2009年，歐盟與敘利亞签署《欧盟-叙利亚结盟协议》。
2011年敘利亞內戰爆發後，欧盟呼吁巴沙爾政府下台並支持敘利亞反对派叙利亚全国委员会。欧盟中止与叙利亚政府的双边合作，并冻结了《欧盟-叙利亚结盟协议》草案。欧洲投资银行暂停所有敘利亞贷款业务和技术援助。欧盟還宣佈對敘利亞實施制裁，舉措包括對敘利亞實施武器禁运、冻结敘利亞政府官員的资产和發佈敘利亞官員旅行禁令以及對敘利亞採取石油禁运。同時敘利亞的地中海联盟會員资格也被凍結。2012年初，法国、英国、意大利和荷兰等當時的一些欧盟成员国关闭了各自在大马士革開設的大使馆。2012年12月，歐盟承认叙利亚反对派和革命力量全国联盟是叙利亚人民的合法代表。同時欧盟驻叙利亚代表团撤出敘利亞。